# Liste der DOC-Weine in Venetien
Diese Liste der DOC-Weine in Venetien umfasst alle 21 in Venetien betriebenen Konsortien, die die Qualität der hergestellten Weine überwachen. Sie sind unter der Bezeichnung Vini Veneti DOC zusammengefasst und unterliegen der Gesetzgebung der Denominazione di origine controllata (DOC). Der 2018 neugeschaffene Pinot Grigio delle Venezie ist regionsübergreifend und daher nicht Bestandteil dieser Liste.
| Name                                 | gegründet | Topografie                                                                     | Typ      | zugelassene Sorten | Bemerkung |
| ------------------------------------ | --------- | ------------------------------------------------------------------------------ | -------- | --- | --- |
| Arole                                | 2000      |                                                                                | rot/weiß | Chardonnay, Sauvignon Blanc, Garganega; Merlot, Cabernet Franc, Cabernet Sauvignon, Raboso, Corvina Veronese | |
| Asolo Montello                       | 2009      | zwischen Belluno und Treviso                                                   | rot/weiß | Prosecco, Chardonnay, Pinot Blanco, Pinot Gris, Cabernet Blanc; Merlot, Cabernet Franc, Cabernet Sauvignon | |
| Bagnoli                              | 2012      | zwischen Padua und Rovigo                                                      | rot/weiß | Chardonnay, Friulano, Sauvignon, Raboso Piave, Raboso Veronese (meist verschnitten); Merlot, Cabernet Franc, Cabernet Sauvignon, Carmenère, sowie Raboso Piave und/oder Raboso Veronese | |
| Bardolino                            | 1968      | Bardolino und 15 weitere Gemeinden                                             | rot/rosé | Corvina veronese, Rondinella, Molinara und max. 15 % Verschnitt | Heller Rotwein und sehr heller Chiaretto                                                                                      |
| Bianco di Custoza                    | 1971      | Südufer des Gardasees                                                          | weiß     | Trebbiano toscano, Garganega, Friulano, Cortese, Riesling italico, Malvasia toscano | auch Spumante |
| Breganze                             | 1968      | Teile der Provinz Vicenza                                                      | rot/weiß | Friulano, Pinot bianco, Pinot grigio, Risling italica, Sauvignon, Vespaiolo; Marzemino, Groppello, Cabernet franc, Cabernet Sauvignon, Pinot nero, Freisa | |
| Colli Berici                         | 2010      | 28 Gemeinden der Provinz Vicenza                                               | rot/weiß | Garganega, Tocai bianco, Sauvignon, Pinot bianco, Merlot, Tocai rosso, Cabernet | beste Lagen: Vulkanhügel zwischen Verona und Padua                                                                            |
| Colli Euganei                        | 1969      | 17 Gemeinden südwestlich von Padua                                             | rot/weiß | Garganega, Glera, Tocai friulano, Sauvignon, Pinella, Pinot Blanco, Chardonnay, Chardonnay, Moscato, Moscato Bianco, Moscato Giallo, Pinello; Cabernet Franc, Cabernet Sauvignon, Merlot, Raboso Piave, Raboso veronese, Carmenère; Merlot, Rosso, Cabernet, Cabernet Sauvignon, Serprino, Cabernet Franc. | |
| Corti Benedettine del Padovano       | 2004      | südöstlicher Teil der Provinz Padua und der südlicher Teil der Provinz Venedig | rot/weiß | Raboso, Refosco, Tai (alter Tocai), Moscato, Chardonnay, Sauvignon, Pinot Gris und Pinot Blanco; Merlot, Cabernet | |
| Gambellara                           | 2008      | westlich Vicenza                                                               | weiß     | Garganega, Trebbiano di Soave (Pinot bianco), Recioto (als Vino Santo ausgebaut) | |
| Garda                                | 1996      | in den Provinzen Brescia, Mantova und Verona                                   | rot/weiß | Barbera, Cabernet, Merlot, Pinot nero, Sauvignon; Cabernet Sauvignon, Chardonnay, Cortese, Corvina, Garganega, Marzemino, Pinot bianco, Pinot grigio, Riesling, Riesling italico, Tai | sehr hohe Hektarerträge (110–140 hl/ha)                                                                                       |
| Lessini Durello                      | 2000      | Teile der Provinzen Verona und Vicenza                                         | weiß     | Durella | ca. 500 Produzenten liefern an ein Dutzend Abfüllbetriebe                                                                     |
| Lison-Pramaggiore                    | 1968      | rund um Portogruaro                                                            | rot/weiß | Chardonnay, Pinot Grigio, Sauvignon (Sauvignon Blanc), Verduzzo (Verduzzo Friulano); Cabernet, Cabernet Franc, Cabernet Sauvignon, Carménère, Malbech (Côt), Merlot, Refosco dal Peduncolo Rosso. Passito: Verduzzo, Refosco dal Peduncolo Rosso                                                           | durch Zusammenlegung der früher eigenständigen DOC-Bereiche Cabernet di Pramaggiore, Merlot di Pramaggiore und Tocai di Lison |
| Merlara                              | 2000      | Teile der Provinzen Padova und Verona                                          | rot/weiß | Chardonnay; Merlot, Cabernet Franc, Cabernet Sauvignon | |
| Montello e Colli Asolani             | 1977      | 17 Gemeinden in der Provinz Treviso nordwestlich Treviso                       | rot/weiß | Garganega, Serprina, Tocai, Sauvignon, Pinella, Pinot bianco, Riesling italico, Moscato bianco; Merlot, Cabernet franc, Cabernet Sauvignon, Barbera, Raboso veronese | |
| Piave                                | 1971      | in den Provinzen Venedig und Treviso                                           | rot/weiß | Bianchetta (Bianchetta Trevigiana), Chardonnay, Manzoni Bianco, Pinot Bianco, Pinot Grigio; Cabernet, Cabernet Franc, Cabernet Sauvignon, Carmenère, Merlot, Recantina | |
| Prosecco di Conegliano-Valdobbiadene | 2009      | in den Gemeinden Valdobbiadene, Conegliano, Vittorio Veneto und 12 weiteren    | weiß     | Prosecco | |
| San Martino della Battaglia-Lugana   | 1970      | 25 ha im Grenzgebiet zwischen den Provinzen Brescia und Verona                 | weiß     | Tuchì (Tocai) | |
| Soave                                | 1968      | zwischen Vicenza und Verona                                                    | weiß     | Garganega, Trebbiano di Soave | |
| Valpolicella                         | 1968      | nördlich Verona                                                                | rot      | Corvina, Corvinone, Rondinella, Molinara, Cruina, Forselina, Negrara, Oseleta | |